# Улица Павла Зелёного
Улица Павла Зелёного — в историческом центре города Одессы. От пересечения с улицей Новосельского до Соборной площади, пересекает Новый рынок.

## История
В 1810 году на месте нынешней улицы (тогда — греческий форштат № 216—235) градоначальник Одессы, генерал-майор Томас Кобле, свёл ряд домов, сад, несколько торговых помещений. В 1820 году на карте города появилась Коблевская улица, названная в его честь. Уже в 1836 году в документах она упоминается под другим названием — Николаевская, однако в 1848 году — снова под старым названием.
С установлением советской власти, в феврале 1920 года, улица была названа в честь В. Подбельского, наркома почт и телеграфов РСФСР (с весны 1918). В его честь переименована улица, на которой находились службы почтамта. Это было первое послереволюционное переименование улиц в Одессе с 1920 года. Историческое название улице возвращено 18 мая 1995 года. 
26 июля 2024 года улица Коблевская переименована в улицу Павла Зелёного, в честь П. А. Зелёного, одесского городского головы в период 1897—1905 годов.

## Достопримечательности
- Д. 2 — дом Свинцинского

- Д. 2-4 — доходный дом Великанова

- Д. 36 — доходный дом Акина, построен по проекту инженера А. М. Яворского в 1881 году. В 1882 году здесь, в собственном доме, С. В. Акин держит книжный магазин. В этом доме до 1892 года проживал Безредка А. М. — микробиолог, директор Пастеровского института в Париже, профессор. В этом доме также проживал Хавкин В. А. — микробиолог, бактериолог, создатель противочумной, противохолерной вакцины, ученик И. И. Мечникова. Дом 36 взят под охрану государства по решению облисполкома от 27.12.1991. Является памятником архитектуры (охранный номер 371-Од).

- Д. 37 — доходный дом И. А. Казаринова (по Коблевской)[1]
д. 47 — доходный дом Я. Вайнберг (со стороны Коблевской улицы)[2].
д. 47 — доходный дом А. Базили (со стороны Соборной площади)[3]